# 67. ceremonia wręczenia nagród Brytyjskiej Akademii Filmowej
67. ceremonia wręczenia nagród Brytyjskiej Akademii Filmowej za rok 2013, odbyła się 16 lutego 2014 w Royal Opera House w Londynie. Nominacje do nagród zostały ogłoszone 8 stycznia, a prezentacji dokonali aktorzy Luke Evans i Helen McCrory.

## Laureaci i nominowani
Laureaci nagród wyróżnieni są wytłuszczeniem.

### Academy Fellowship
- Helen Mirren

### Nagroda za brytyjski wkład w rozwój światowego kina
(Nagroda im. Michaela Balcona)
- Peter Greenaway

### Najlepszy film
- Anthony Katagas(inne języki), Brad Pitt, Dede Gardner(inne języki), Jeremy Kleiner(inne języki) i Steve McQueen – Zniewolony. 12 Years a Slave
- Charles Roven(inne języki), Richard Suckle(inne języki), Megan Ellison i Jonathan Gordon(inne języki) – American Hustle
- Scott Rudin, Dana Brunetti(inne języki) i Michael De Luca(inne języki) – Kapitan Phillips
- Alfonso Cuarón i David Heyman – Grawitacja
- Gabrielle Tana(inne języki), Steve Coogan i Tracey Seaward(inne języki) – Tajemnica Filomeny

### Najlepszy brytyjski film
(Nagroda im. Alexandra Kordy)
- Alfonso Cuarón, David Heyman i Jonás Cuarón – Grawitacja
- Justin Chadwick(inne języki), Anant Singh(inne języki), David M. Thompson(inne języki) i William Nicholson – Mandela: Droga do wolności
- Stephen Frears, Gabrielle Tana(inne języki), Steve Coogan, Tracey Seaward(inne języki) i Jeff Pope – Tajemnica Filomeny
- Ron Howard, Andrew Eaton(inne języki) i Peter Morgan – Wyścig
- John Lee Hancock(inne języki), Alison Owen(inne języki), Ian Collie(inne języki), Philip Steuer(inne języki), Kelly Marcel(inne języki) i Sue Smith(inne języki) – Ratując pana Banksa
- Clio Barnard(inne języki) i Tracy O’Riordan – Olbrzym – samolub(inne języki)

### Najlepszy film nieanglojęzyczny
- Paolo Sorrentino, Nicola Giuliano i Francesca Cima – Wielkie piękno • Włochy
- Joshua Oppenheimer i Signe Byrge Sørensen – Scena zbrodni • Norwegia / Dania
- Abdellatif Kechiche, Brahim Chioua(inne języki) i Vincent Maraval(inne języki) – Życie Adeli • Francja / Belgia
- Sean Ellis(inne języki) i Mathilde Charpentier – Metro Manila(inne języki) • Filipiny
- Haifaa Al-Mansour, Gerhard Meixner(inne języki) i Roman Paul – Dziewczynka w trampkach • Niemcy / Arabia Saudyjska

### Najlepsza reżyseria
- Alfonso Cuarón – Grawitacja
- Steve McQueen – Zniewolony. 12 Years a Slave
- David O. Russell – American Hustle
- Paul Greengrass – Kapitan Phillips
- Martin Scorsese – Wilk z Wall Street

### Najlepszy scenariusz adaptowany
- Steve Coogan i Jeff Pope – Tajemnica Filomeny
- Richard LaGravenese – Wielki Liberace
- Billy Ray – Kapitan Phillips
- John Ridley(inne języki) – Zniewolony. 12 Years a Slave
- Terence Winter(inne języki) – Wilk z Wall Street

### Najlepszy scenariusz oryginalny
- Eric Warren Singer(inne języki) i David O. Russell – American Hustle
- Woody Allen – Blue Jasmine
- Joel i Ethan Coenowie – Co jest grane, Davis?
- Alfonso Cuarón i Jonás Cuarón – Grawitacja
- Bob Nelson – Nebraska

### Najlepszy aktor pierwszoplanowy
- Bruce Dern – Nebraska
- Chiwetel Ejiofor – Zniewolony. 12 Years a Slave
- Christian Bale – American Hustle
- Leonardo DiCaprio – Wilk z Wall Street
- Tom Hanks – Kapitan Phillips

### Najlepsza aktorka pierwszoplanowa
- Amy Adams – American Hustle
- Cate Blanchett – Blue Jasmine
- Sandra Bullock – Grawitacja
- Judi Dench – Tajemnica Filomeny
- Emma Thompson – Ratując pana Banksa

### Najlepszy aktor drugoplanowy
- Barkhad Abdi – Kapitan Phillips
- Daniel Brühl – Wyścig
- Bradley Cooper – American Hustle
- Matt Damon – Wielki Liberace
- Michael Fassbender – Zniewolony. 12 Years a Slave

### Najlepsza aktorka drugoplanowa
- Sally Hawkins – Blue Jasmine
- Jennifer Lawrence – American Hustle
- Lupita Nyong’o – Zniewolony. 12 Years a Slave
- Julia Roberts – Sierpień w hrabstwie Osage
- Oprah Winfrey – Kamerdyner

### Najlepsza muzyka
(Nagroda im. Anthony’ego Asquitha)
- Hans Zimmer – Zniewolony. 12 Years a Slave
- John Williams – Złodziejka książek
- Henry Jackman – Kapitan Phillips
- Steven Price – Grawitacja
- Thomas Newman – Ratując pana Banksa

### Najlepsze zdjęcia
- Sean Bobbitt – Zniewolony. 12 Years a Slave
- Barry Ackroyd(inne języki) – Kapitan Phillips
- Emmanuel Lubezki – Grawitacja
- Bruno Delbonnel – Co jest grane, Davis?
- Phedon Papamichael(inne języki) – Nebraska

### Najlepsza scenografia
- Adam Stockhausen i Alice Baker – Zniewolony. 12 Years a Slave
- Judy Becker i Heather Loeffler – American Hustle
- Howard Cummings(inne języki) – Wielki Liberace
- Andy Nicholson(inne języki), Rosie Goodwin(inne języki) i Joanne Woodlard(inne języki) – Grawitacja
- Catherine Martin i Beverley Dunn – Wielki Gatsby

### Najlepsze kostiumy
- Michael Wilkinson – American Hustle
- Ellen Mirojnick – Wielki Liberace
- Catherine Martin – Wielki Gatsby
- Michael O’Connor – Kobieta w ukryciu(inne języki)
- Daniel Orlandi – Ratując pana Banksa

### Najlepszy montaż
- Dan Hanley(inne języki) i Mike Hill(inne języki) – Wyścig
- Joe Walker – Zniewolony
- Christopher Rouse(inne języki) – Kapitan Phillips
- Alfonso Cuarón i Mark Sanger(inne języki) – Grawitacja
- Thelma Schoonmaker – Wilk z Wall Street

### Najlepsza charakteryzacja i fryzury
- Evelyne Noraz i Lori McCoy-Bell(inne języki) – American Hustle
- Kate Biscoe(inne języki) i Marie Larkin – Wielki Liberace
- Maurizio Silvi(inne języki) i Kerry Warn – Wielki Gatsby
- Debra Denson(inne języki), Beverly Jo Pryor i Candace Neal – Kamerdyner
- Peter Swords King(inne języki), Richard Taylor i Rick Findlater(inne języki) – Hobbit: Pustkowie Smauga